# Нитрид стронция
Нитрид стронция — бинарное неорганическое соединение азота и стронция с формулой Sr3N2. Коричневые или чёрные кристаллы.

## Получение
- Пропускание сухого азота над стронцием:

{\displaystyle {\mathsf {3\ Sr+N_{2}\ {\xrightarrow {400^{o}C}}\ Sr_{3}N_{2}}}}
- Нагревание оксида стронция в токе азота в присутствии магния:

{\displaystyle {\mathsf {3\ SrO+N_{2}+3\ Mg\ {\xrightarrow {700^{o}C}}\ Sr_{3}N_{2}+3\ MgO}}}

## Физические свойства
Нитрид стронция образует  чёрные гигроскопические кристаллы.

## Химические свойства
- Реагирует с водой:

{\displaystyle {\mathsf {Sr_{3}N_{2}+6\ H_{2}O\ {\xrightarrow {\ }}\ 3\ Sr(OH)_{2}+2\ NH_{3}\uparrow }}}
- и кислотами:

{\displaystyle {\mathsf {Sr_{3}N_{2}+8\ HCl\ {\xrightarrow {\ }}\ 3\ SrCl_{2}+2\ NH_{4}Cl}}}
- Окисляется кислородом:

{\displaystyle {\mathsf {2\ Sr_{3}N_{2}+6\ O_{2}\ {\xrightarrow {500^{o}C}}\ 3\ SrO+2\ N_{2}}}}
- При нагревании реагирует с водородом:

{\displaystyle {\mathsf {Sr_{3}N_{2}+3\ H_{2}\ {\xrightarrow {270^{o}C}}\ 3\ Sr+2\ NH_{3}}}}